# Gerhard Tremmel
Gerhard Martin Tremmel (nascido em 16 de novembro de 1978) é um futebolista alemão que atua como goleiro. Atualmente, esta sem clube.